# Paul Neary
Paul Neary   (Bournemouth, 18 de desembre de 1949 - 10 de febrer de 2024) fon un autor de còmic anglés, reconegut com a editor de Marvel UK, la filial britànica de Marvel Comics: dibuixant en els inicis, destacà com a entintador habitual d'Alan Davis en la revisitació del superheroi Captain Britain i la seua inclusió en el grup Excalibur (Marvel).
Començà a treballar en la revista Eerie de Warren Publishing.
Neary morí el 2024, a setanta-quatre anys, després de patir una malaltia:
el seu mitger habitual, Alan Davis, anuncià el decés en Facebook amb un llarg obituari, seguit de lloances d'altres col·legues coetanis com Paul Levitz, J.M. DeMatteis o Mike Carlin.

## Trajectòria
Al començament de la dècada del 1970, Neary treballà com a dibuixant per a Warren en les revistes Creepy, Vampirella i —sobretot— Eerie, en la qual publicà historietes entre 1972 i 1976;
encara en els anys 70, amb Dez Skinn com a nou editor en cap de Marvel UK, la filial començà a produir material original dels superherois de Marvel —i d'altres llicències com The Transformers— a banda de les reedicions dels còmics estatunidencs, una mampresa que editors anteriors com Neil Tennant ja havien implementat: Neary dibuixà per al setmanari de Hulk, que aprofitava la concurrència de la sèrie de televisió The Incredible Hulk, fins que, l'any 1980, Neary esdevingué editor en substitució d'Skinn.
Ja al capdavant de Marvel UK, contractà Alan Moore per a reviscolar el personatge de Captain Britain, un dels primers treballs periòdics del guioniste, junt amb Alan Davis; el mateix Neary dibuixà la portada del primer número de The Daredevils, en la qual publicaven les noves historietes de Captain Britain i reeditaven el Daredevil de Frank Miller, a l'estil d'est últim; als pocs anys, en una època en què tant Marvel com DC començaren a treballar amb autors britànics, Neary deixà el càrrec per a entintar Ka-Zar the Savage el 1984 i, en acabant, dibuixà durant tres anys la sèrie mensual Captain America, amb J.M. DeMatteis i Mark Gruenwald com a guionistes, per a la qual cocrearen antagonistes com Sin, Flag-Smasher, Diamondback i Scourge. Més tard, Alan Davis, que llavors dibuixava i entintava Batman and the Outsiders, requerí la col·laboració de Neary com a entintador, primer en Outsiders i tot seguit en Detective Comics, ambdós guionitzades per Mike W. Barr, però sense deixar de treballar per a Marvel en The Thing, Captain America i Nick Fury vs. SHIELD.
A les acaballes de la dècada del 1980, Davis i Neary tornaren a Marvel com a equip artístic d'Excalibur, una obra derivada d'X-Men sorgida de la saga «The Fall of the Mutants», amb guió de l'anglés Chris Claremont: el 1989, la parella guanyà el premi Eisner al millor equip artístic per esta sèrie. L'any següent, Neary tornà a ocupar el càrrec d'editor en Marvel UK, una segona etapa durant la qual contractà nous creadors britànics com Dan Abnett, Liam Sharp, Gary Frank, Bryan Hitch i també estrangers provinents de Comics Forum com Carlos Pacheco, Salvador Larroca, Pasqual Ferry o Rafa Fonteriz: de la nova sèrie Death's Head II d'Abnett i Sharp, la primera en format de comic-book americà, se'n veneren vora un milió d'exemplars del primer número. Però el 1995 Marven UK féu fallida i Neary tornà a la faena d'entintador, de nou amb Davis o amb el seu alumne avantatjat, Bryan Hitch, junt amb el qual treballaria en la sèrie de WildStorm Studios The Authority —guionitzada per un altre anglés, Warren Ellis—, en JLA.